# Shadilay
«Shadilay» — песня итальянской группы P.E.P.E. в стиле итало-диско, выпущенная в 1986 году музыкальным лейблом Magic Sound. Она была написана итальянским певцом-песенником Марко Керамиколой, который пел под псевдонимом Мануэле Пепе.
Она привлекла внимание в 2016 году из-за сходства названия группы с мемом Лягушонок Пепе, на обложке сингла также изображена мультяшная лягушка. Обложка альбома принадлежит Magic Sound и была использована во многих песнях, спродюсированных ими, включая «Babababoo» Bibox. С тех пор она использовалась в качестве гимна вымышленной страны Кекистан. С тех пор Керамикола оставил свою карьеру в музыкальной индустрии. Он почувствовал, что новообретенная мировая аудитория, которую песня получила онлайн, была неожиданной.

## Композиция
«Shadilay» — песня в стиле итало-электронного диско. Куплеты песни написаны в тональности ля минор, в то время как припев — в относительной мажорной тональности до мажор. У него умеренный темп — 103 удара в минуту. Инструментальное обеспечение состоит из Yamaha DX7.

## Трек-лист
12" Single (Magic Sound – MASNP 007)
1. "Shadilay" (Vocal) – 6:06
2. "Shadilay" (Instrumental) – 6:05

## Персонал
- Автор Марко Керамикола
- Ведущий вокал Мануэле Пепе
- Аранжировка Массимо Марколини[9]

## Текст

### Итальянский язык
Assoluto cosmico, regolare realtà,
Respiro di un immagine, sintonia di civiltà.
Confusa progenia di cellule ribelli,
Volo verso l’universo, l’attraverserò!
Se sei stella fatti vedere, io mi fermerò!
Oooh! Oooh!
(chorus X2)
Shadilay! Shadilay! La mia libertà!
Shadilay! Shadilay! Oh nooo!
Shadilay! Shadilay! Oh sogno o realtà!
Shadilay! Shadilay! Oh nooo!
Vola nella mia vita, no non è finita,
Io mi fermerò!
Sciogli le mie vele, nel cielo e in fondo al mare,
Io ti crederò!
Armonia metallica, concreta realtà,
Videoclip elettronico, elogio di civiltà.
Confusa progenia di cellule ribelli,
Volo verso l’universo, l’attraverserò!
Se sei stella fatti vedere, io mi fermerò!
Oooh! Oooh!
(chorus X2)
Shadilay! Shadilay! La mia libertà!
Shadilay! Shadilay! Oh nooo!
Shadilay! Shadilay! Oh sogno o realtà!
Shadilay! Shadilay! Oh nooo!
Vola nella mia vita, no non è finita,
Io mi fermerò!
Sciogli le mie vele, nel cielo e in fondo al mare,
Io ti crederò!